# Circondario di Goundam
Il circondario di Goundam è un circondario del Mali facente parte della regione di Timbuctù. Il capoluogo è Goundam.

## Geografia antropica

### Suddivisioni amministrative
Il circondario di Goundam è suddiviso in 16 comuni:
- Abarmalane
- Alzounoub
- Bintagoungou
- Douékiré
- Doukouria
- Essakane
- Gargando
- Goundam
- Issabéry
- Kaneye
- M'Bouna
- Raz-El-Ma
- Télé
- Tilemsi
- Tin Aïcha
- Tonka